# Michael Dounaev
Michael Dounaev est un producteur de cinéma américain, actif dans les années 2000.

## Filmographie
- 2004 : A Good Woman
- 2005 : Survie (Three)
- 2006 : The Payback
- 2006 : Le Voleur de Venise
- 2006 : Rescue Dawn
- 2006 : Delirious
- 2006 : Fade to Black
- 2007 : I Want Candy
- 2007 : Goodbye Bafana
- 2007 : In Tranzit
- 2007 : Lilacs
- 2007 : Eichmann
- 2007 : Save Angel Hope
- 2008 : In Tranzit
- 2009 : The Payback